# فنتازيا مظلمة

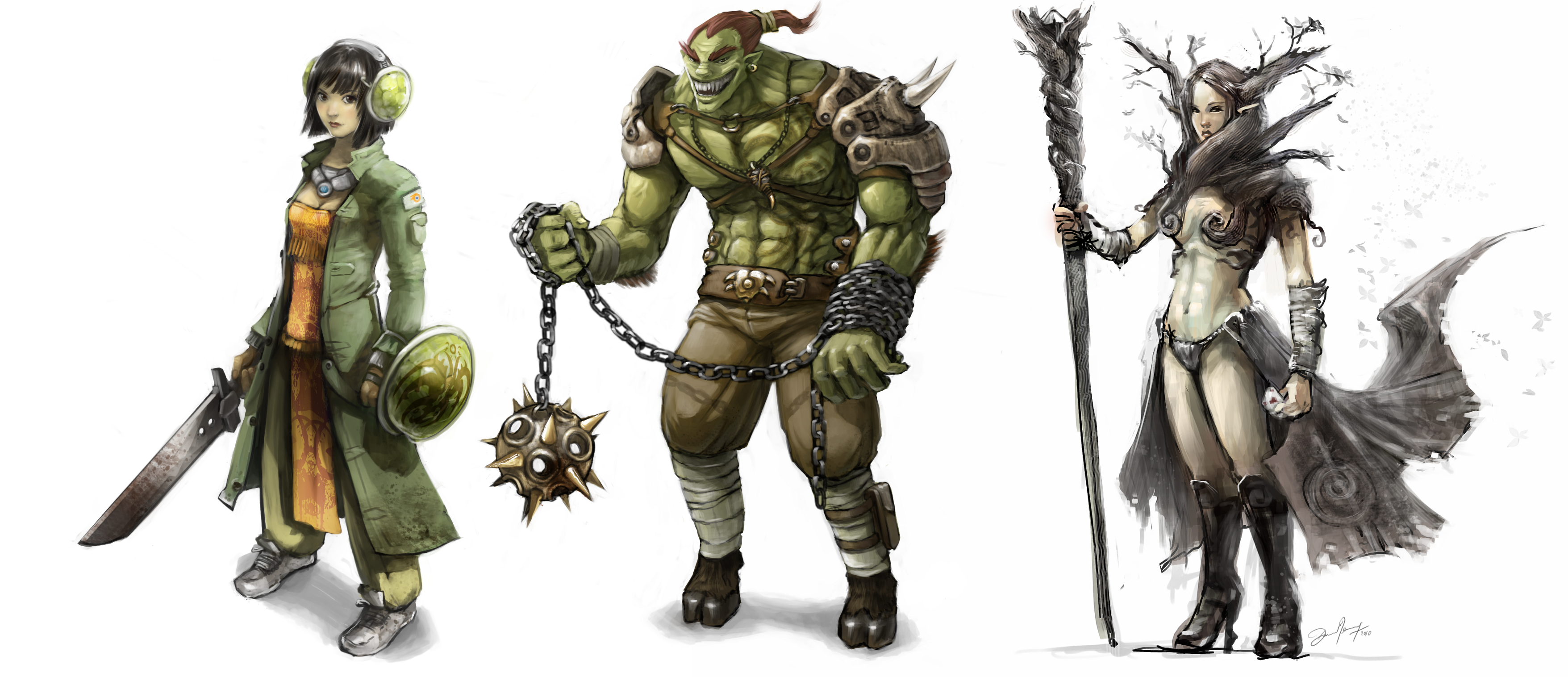
شخصيات من الفنتازيا المُظلمة

الفنتازيا المُظلمة (بالإنجليزية: Dark fantasy)‏ أو الخيال المُظلم هي جنيس من أدب الفنتازيا، يُشير إلى الأعمال الأدبية والفنية والسينمائية التي تتضمن مواضيع أظلم وأكثر رعباً من الفنتازيا العادية. غالباً ما تدمج الفنتازيا بعناصر من أدب الرعب. يُستخدم المصطلح بشكل واسع لوصف الأعمال الخيالية ذات الأجواء الكئيبة والمُظلمة أو ذات حس الرعب والذعر.

## المفهوم والتاريخ

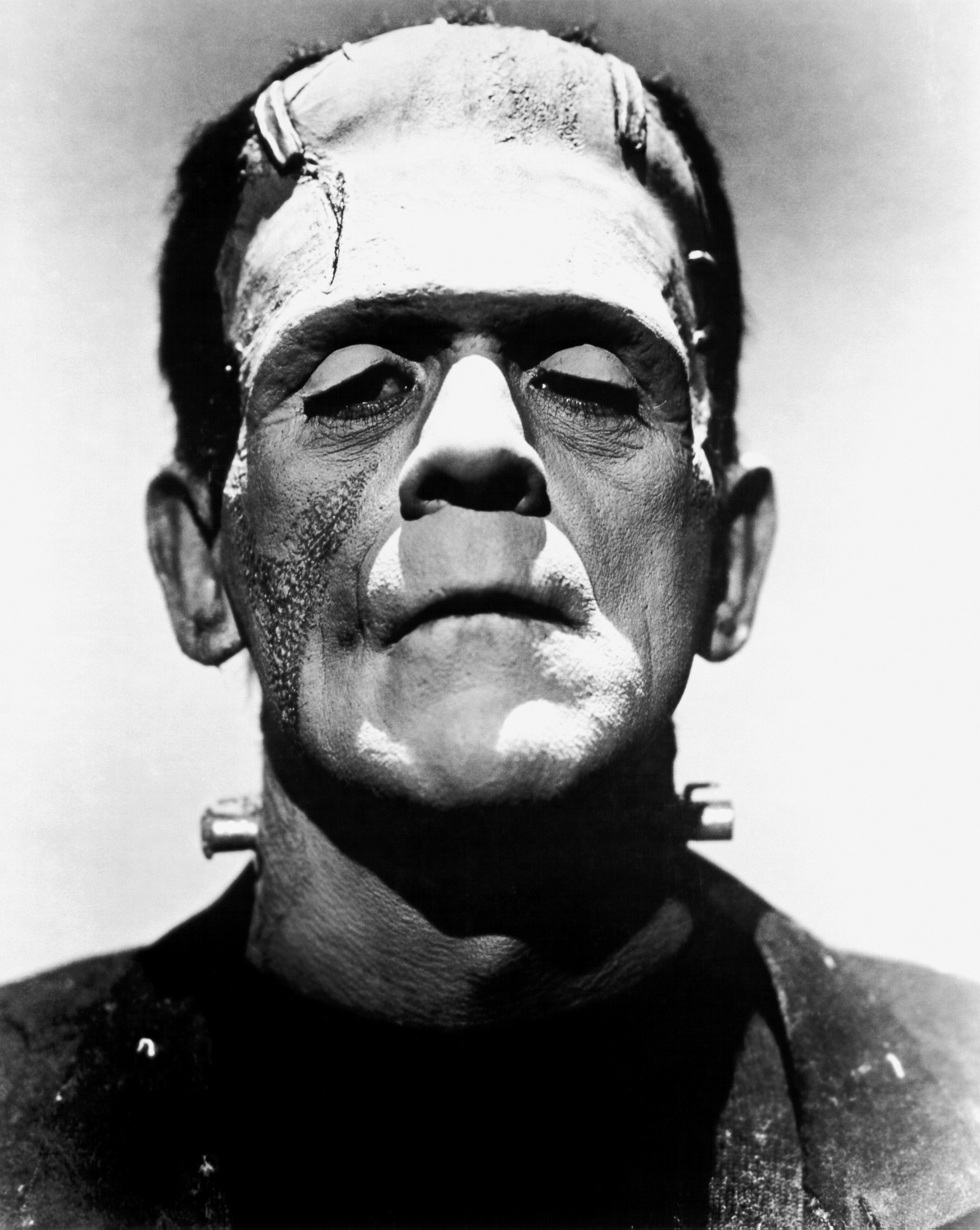
وحش فرانكنشتاين من الفنتازيا المُظلمة، لعب دوره بوريس كارلوف

غالبًا ما يُستشهد بتشارلز إل جرانت على أنه صاغ مصطلح «الخيال المُظلم». عرّف جرانت علامته التجارية للخيال المُظلم على أنها «نوع من قصص الرعب التي تتعرض فيها البشرية للتهديد من قبل قوى تتجاوز الفهم البشري». غالبًا ما استخدم الخيال المظلم كبديل للرعب، حيث كان الرعب مرتبطًا بشكل متزايد بأعمال أكثر عمقًا.
يستخدم الخيال المُظلم أحيانًا أيضًا لوصف القصص التي يتم سردها من وجهة نظر الوحش، أو التي تقدم وجهة نظر أكثر تعاطفاً مع كائنات خارقة للطبيعة مرتبطة عادةً بالرعب. هذا على عكس نموذج الرعب التقليدي الذي يركز أكثر على الضحايا والناجين. بمعنى أكثر عمومية، يتم استخدام الخيال المظلم أحيانًا كمرادف للرعب الخارق، لتمييز قصص الرعب التي تحتوي على عناصر خارقة للطبيعة من تلك التي لا تحتوي عليها. على سبيل المثال، يمكن وصف قصة عن مُستذئب أو مصاص دماء بأنها خيال غامض، في حين أن قصة قاتل متسلسل ستكون مجرد رعب.
غالبًا ما يُنسب الفضل إلى كارل إدوارد واغنر في إنشاء مصطلح «الخيال المُظلم» عند استخدامه في سياق أكثر استنادًا إلى الخيال. استخدمها واغنر لوصف خياله عن المحارب القوطي كين. منذ ذلك الحين، تم تطبيق «الخيال المُظلم» أحيانًا على السيف والشعوذة والأدب والفنتازيا العُليا التي تُميز الأبطال المعادون أو الغامضون أخلاقياً. مثال جيد آخر تحت هذا التعريف للخيال المُظلم هو ملحمة مايكل موركوك عن المبارز ألبينو إلريك.
يستخدم الخيال المظلم أحيانًا لوصف الأعمال الخيالية لمؤلفين يربطهم الجمهور بشكل أساسي بنوع من الرعب. ومن الأمثلة على ذلك سلسلة برج الظلام لستيفن كينج، أرض الظل لبيتر ستروب  وعالم النسيج لكلايف باركر. [6] بدلاً من ذلك، يتم استخدام الخيال المظلم أحيانًا للرواية «القاتمة» التي كتبها مؤلفون معروفون بأساليب الخيال الأخرى. حكاية الجن لريموند فيست.

## أمثلة
- مانغا بيرسيرك لـ كينتارو ميورا، يشار إليها في كثير من الأحيان كمثال بارز في هذا النوع، بسبب عنفها المُفرط ومواضيعها الجنسية، بالإضافة إلى قصتها ذات الأجواء الأبوكاليبسية وبطلها المخالف للعرف.
- مانغا طوكيو غول لـ سوي إيشيدا، تُصور أكل لحوم البشر من قِبل الغيلان والتعذيب المُبرح، وتُظهر أيضا الجانب الإنساني للغيلان بالإضافة إلى نزعاتهم العنيفة ووجودهم غير المقبول من جهة البشر.